# Esgrima nos Jogos Olímpicos de Verão de 1920
A esgrima nos Jogos Olímpicos de Verão de 1920 foi realizado em Antuérpia, na Bélgica, com seis eventos disputados.

## Eventos da esgrima
Masculino: Florete individual | Espada individual | Sabre individual | Florete por equipe | Espada por equipe | Sabre por equipe

## Florete individual masculino
| Pos. | País         | Atletas          |
| ---- | ------------ | ---------------- |
|      | Itália (ITA) | Nedo Nadi        |
|      | França (FRA) | Philippe Cattiau |
|      | França (FRA) | Roger Ducret     |

## Espada individual masculino
| Pos. | País         | Atletas            |
| ---- | ------------ | ------------------ |
|      | França (FRA) | Armand Massard     |
|      | França (FRA) | Alexandre Lippmann |
|      | França (FRA) | Gustave Buchard    |

## Sabre individual masculino
| Pos. | País                | Atletas          |
| ---- | ------------------- | ---------------- |
|      | Itália (ITA)        | Nedo Nadi        |
|      | Itália (ITA)        | Aldo Nadi        |
|      | Países Baixos (NED) | Adrianus de Jong |

## Florete por equipe masculino
| Ouro | Prata | Bronze                                                                                         |
| ITA Itália Aldo Nadi Nedo Nadi Olivier Abelardo Pietro Speciale Rodolfo Terlizzi Oreste Puliti Tommaso Constantino Baldo Baldi | FRA França André Labattut Georges Trombert Marcel Perrot Lucien Gaudin Philippe Cattiau Roger Ducret Gaston Amson Lionel de Castellane | USA Estados Unidos Francis Honeycutt Arthur Lyon Robert Sears Henry Breckinridge Harold Rayner |

## Espada por equipe masculino
| Ouro | Prata | Bronze |
| ITA Itália Aldo Nadi Nedo Nadi Olivier Abelardo Giovanni Canova Dino Urbani Tullio Bozza Andrea Marrazzi Antonio Allochio Tommaso Constantino Paolo di Revel | BEL Bélgica Paul Anspach Léon Tom Ernest Gevers Félix D'Aviella Victor Boin Joseph de Craecker Maurice de Wee Philippe de Beaulieu Orphile de Montigny | FRA França Armand Massard Alexandre Lippmann Gustave Buchard Georges Casanova Georges Trombert Gaston Amson Emile Moreau |

## Sabre por equipe masculino
| Ouro | Prata | Bronze |
| ITA Itália Aldo Nadi Nedo Nadi Francesco Gargano Oreste Puliti Italo Santelli Dino Urbani Frederico Ceserano Baldo Baldi | FRA França Jean André Lacroix Jean Margraff Marc Perrodon Henri de Saint Germain Georges Trombert Jean Mondielli | NED Países Baixos Jan van der Wiel Adrianus de Jong Jetze Doorman Willem van Blijenburgh Louis Delaunoy Salomon Zeldenrust |

## Quadro de medalhas da esgrima
| Ordem | País               | Medalha de ouro | Medalha de prata | Medalha de bronze | Total |
| ----- | ------------------ | --------------- | ---------------- | ----------------- | ----- |
| 1     | ITA Itália         | 5               | 1                | 0                 | 6     |
| 2     | FRA França         | 1               | 4                | 3                 | 8     |
| 3     | BEL Bélgica        | 0               | 1                | 0                 | 1     |
| 4     | NED Países Baixos  | 0               | 0                | 2                 | 2     |
| 5     | USA Estados Unidos | 0               | 0                | 1                 | 1     |